# Маккернан, Джеймс
Дже́ймс Макке́рнан (англ. James MacKernan; род. 19 марта 1964, Лондон) — британский математик, занимал должность профессора по математике в Массачусетском технологическом институте с 2007 по 2013 гг.
По окончании в 1985 году Кембриджского университета получил степень бакалавра наук.
Маккернан и его коллега Кристофер Хэкон стали лауреатами двух премий Коула и Клея. В 2010 году он сдавал доклад на Международном конгрессе математиков по теме «Алгебраическая геометрия».

## Награды
- Премия Коула (2009)
- Премия Математического института Клея (2007)
- Премия за прорыв в математике (2018)[6]